# Vargskär, Åland
Vargskär är den nordligaste delen av Föglö kommun på Åland. Vargskär omfattar den arkipelag som ligger norr om Embarsundsleden (på kartan: Leden). Området utgörs av fem byar: Bänö, Jyddö, Nötö, Ulversö och Överö. Namnet Vargskär är helt säkert en sammansättning av orden varg och skär.
Området Vargskär har inte haft någon officiell funktion sedan 1500-talet. På medeltiden utgjorde Vargskär ett eget skattedistrikt, kallad Vargskärs täkja, som fanns ännu på 1530-talet.
Den ideella föreningen Vargskärs byalag r.f. är sammanhållande i trakten och har Vargskärsgården i Jyddö som samlingspunkt.

## Geografi
Byarna i Vargskär är förbundna med vägbankar och broar, byggda på 1960- och 1970-talen, förutom Bänö som förbinds med en privat färja. Från övriga Föglö tar man sig till Vargskär med Embarsundsfärjan, en vajerfärja som går mellan Finholma på Sonbodalandet och Jyddö. Från fasta Åland finns en direkt förbindelse med skärgårdsfärjorna mellan Lumparland och Kökar som angör färjfästet på Överö några gånger varje dag.
Vargskär är känt för sin varierade flora med ett för Åland sällsynt lövträds- och blomsterbestånd. En fem kilometer lång vandringsled, Jyddö naturstig, finns anlagd genom terrängen.